# Válber Roel de Oliveira
Válber Roel de Oliveira, ou simplesmente Válber (Rio de Janeiro, 31 de maio de 1967), é um treinador e ex-futebolista brasileiro que atuava como zagueiro. Atualmente, dirige o Audax Rio.
Ele é conhecido no futebol carioca por ser um dos poucos jogadores que defenderam os quatro grandes clubes do Rio de Janeiro.

## Carreira

### Como Jogador
Muito habilidoso, Válber é um dos jogadores que defenderam os cinco grandes clubes do Rio de Janeiro. Começou a carreira, em 1987, defendendo o Tomazinho. Passou no ano seguinte para o São Cristóvão, ficando dois anos. Foi para o Fluminense, em 1990, e lá disputou os Campeonatos Brasileiros de 1990 e 1991, sem grande destaque na zaga do time. Com o contrato vencido, foi para o Botafogo, que relutou em mantê-lo na zaga. Nas primeiras rodadas do Campeonato Brasileiro de 1992, atuou no meio-campo e volante, até agradar como lateral-esquerdo. Foi fixado na posição na campanha do vice-campeonato e jogou tão bem que ganhou a Bola de Prata daquela posição.
Foi com essa fama que chegou ao São Paulo, para o Campeonato Paulista, mas isso não foi o bastante para assumir a vaga de titular, embora o técnico Telê Santana dissesse que ele tinha mais potencial que o zagueiro italiano Franco Baresi. Estreou no jogo do título do Troféu Ramón de Carranza, uma goleada por 4 a 0 sobre o Real Madrid, em 29 de agosto de 1992, entrando no lugar de Ronaldão. Fez parte do elenco que foi ao Japão para a disputa da Copa Europeia/Sul-Americana de 1992, mas não entrou em campo na vitória sobre o Barcelona. Já nas duas partidas das finais do Paulistão entrou em campo no segundo tempo, substituindo o lateral-direito Vítor em ambas.
Nos primeiros quatro jogos de 1993, assumiu a vaga de titular, mas na partida seguinte foi colocado na zaga-central, e por lá ficou. Com Válber nessa posição, o São Paulo foi campeão da Libertadores e Copa Europeia/Sul-Americana de 1993 pelo segundo ano consecutivo, além de conquistar a Supercopa Libertadores. No começo do ano seguinte, não apareceu na reapresentação dos jogadores após as férias, aproveitando-se que Telê estava licenciado, deixando o auxiliar Muricy Ramalho em seu lugar. Começou a perder espaço no time após a derrota na final da Taça Libertadores da América de 1994, perdida para o Club Atlético Vélez Sársfield em pleno Morumbi. Disputou apenas uma partida pelo Campeonato Brasileiro de 1994. Ele sumiu mais uma vez em outubro, supostamente para evitar contato com Telê, mas a diretoria o perdoou, apesar das restrições do treinador, que decidiu-se por não escalar mais o zagueiro.
Foi para o Flamengo em 1995, mas ficou na reserva durante os Campeonatos Cariocas de 1995 e 1996 e o Campeonato Brasileiro de 1995. Foi vice-campeão carioca em 1995 e campeão em 1996, e marcou quatro gols em 37 jogos pelo Flamengo. Voltou ao São Paulo para o Campeonato Brasileiro como uma incógnita, tanto é que só voltou ao time titular na reta final do campeonato, em que o tricolor fez má campanha. O Campeonato Paulista de 1997 foi o último torneio disputado por Válber com a camisa do São Paulo: para o Campeonato Brasileiro de 1997, ele foi contratado pelo Vasco.
Em São Januário, conquistou o Brasileiro de 1997, o Campeonato Carioca de 1998 e a Taça Libertadores da América de 1998, mas seu comportamento fora de campo continuou sendo um problema. Disputou o Campeonato Carioca de 1999 pelo Botafogo, mas para o Campeonato Brasileiro foi reforço do Fluminense, que disputou a Série C e saiu com o título. Voltou ao Vasco no ano seguinte para o Mundial da FIFA, sendo dispensado pelos constantes sumiços aliados a contusões, e teve ainda uma passagem pelo Coritiba. Depois de ficar sem clube durante o primeiro semestre de 2001, foi contratado pelo Santos para o Campeonato Brasileiro de 2001. Disputou oito partidas ao longo do torneio e não se esperava que ele ficasse depois do fim de seu contrato, em dezembro.
Acabou no Fluminense pela terceira vez, embora em janeiro de 2002 ele ainda mantivesse uma reclamação trabalhista contra o clube na Justiça do Trabalho do Rio de Janeiro. Pelo Campeonato Brasileiro de 2002, disputou apenas quatro partidas e deixou o clube no fim do ano, indo para a Internacional de Limeira, que acabou rebaixada no Campeonato Paulista de 2003. Passou depois por Barretos e Guanabara antes de passar a jogar partidas de exibição ao lado de jogadores que conquistaram o tetracampeonato na Copa do Mundo de 1994, mas voltou ao futebol profissional ao aceitar o convite do America, em 2006, sendo apresentado junto com Robert e quatro jogadores estrangeiros. Com Válber como um dos líderes do time, o America fez boa campanha no Campeonato Carioca e chegou a disputar a final da Taça Guanabara, perdida para o Botafogo. Válber deixou o clube no final do ano, mas voltou para disputar a Série C do Brasileiro de 2007. Em 2008, ficou no clube para o Campeonato Carioca, contando com a confiança do presidente Reginaldo Matias. "Admito que estava cheio de desconfiança quando recebemos o Válber aqui", disse Matias à revista Placar em janeiro de 2008. "Mas nesses [dois] anos ele mostrou o profissional que é e tornou-se um exemplo para todos no clube, especialmente para os mais jovens." Válber aposentou-se ao fim do primeiro turno do estadual, após o America marcar apenas um ponto em sete partidas. No fim do torneio, o clube foi rebaixado pela primeira vez em sua história.

#### Seleção Brasileira
Em treze partidas pela Seleção Brasileira, incluindo a Copa América de 1993, não marcou gols. Sua primeira partida foi em 1 de agosto de 1992, vitória por 5 a 0 sobre o México, e a última em 17 de novembro de 1993, derrota por 2 a 1 para a Alemanha. Não teve mais chances principalmente por causa de seus sumiços e mau comportamento fora de campo.
| Jogo | Data       | Local                             | Adversário   | Placar | Resultado               | Competição                | Status       | Clube     |
| ---- | ---------- | --------------------------------- | ------------ | ------ | ----------------------- | ------------------------- | ------------ | --------- |
| 1    | 31-07-1992 | Memorial Coliseum                 | México       | 5–0    | Vitória                 | Friendship Cup            | 14 - Reserva | Botafogo  |
| 2    | 23-09-1992 | Estádio Rubens Felipe             | Costa Rica   | 4–2    | Vitória                 | Amistoso                  | 3 - Titular  | São Paulo |
| 3    | 25-11-1992 | Estádio Ernâni Sátiro             | Uruguai      | 1–2    | Derrota                 | Amistoso                  | 3 - Titular  | São Paulo |
| 4    | 17-03-1993 | Estádio Santa Cruz                | Polônia      | 2–2    | Empate                  | Amistoso                  | 4 - Titular  | São Paulo |
| 5    | 13-06-1993 | Estádio RFK                       | Grã-Bretanha | 1–1    | Empate                  | 1993 U.S. Cup             | 22 - Titular | São Paulo |
| 6    | 18-06-1993 | Estádio Alejandro Serrano Aguilar | Peru         | 0–0    | Empate                  | 1993 Copa América         | 4 - Titular  | São Paulo |
| 7    | 21-06-1993 | Estádio Alejandro Serrano Aguilar | Chile        | 2–3    | Derrota                 | 1993 Copa América         | 4 - Titular  | São Paulo |
| 8    | 24-06-1993 | Estádio Alejandro Serrano Aguilar | Paraguai     | 3–0    | Vitória                 | 1993 Copa América         | 4 - Titular  | São Paulo |
| 9    | 27-06-1993 | Estádio Monumental                | Argentina    | 1x1    | Derrota (Pênaltis: 6–5) | 1993 Copa América         | 4 - Titular  | São Paulo |
| 10   | 14-07-1993 | Estádio de São Januário           | Paraguai     | 2–0    | Vitória                 | Amistoso                  | 14 - Reserva | São Paulo |
| 11   | 18-07-1993 | Estádio Monumental                | Equador      | 0–0    | Empate                  | 1994 World Cup Qualifying | 3 - Titular  | São Paulo |
| 12   | 25-07-1993 | Estadio Hernando Siles            | Bolívia      | 0–2    | Derrota                 | 1994 World Cup Qualifying | 4 - Titular  | São Paulo |

### Como treinador
Após pendurar as chuteiras, Válber atuou como auxiliar técnico do America. mas em 2014, terá sua primeira oportunidade, como treinador. no comando do Audax Rio.

## Títulos
Fluminense
- Taça Guanabara: 1991
- Campeonato Brasileiro - Série C: 1999

São Paulo
- Copa Libertadores da América: 1993
- Copa Intercontinental: 1992 e 1993
- Recopa Sul-Americana: 1993 e 1994
- Campeonato Paulista: 1992[26]
- Troféu Ramón de Carranza: 1992
- Troféu Teresa Herrera: 1992
- Troféu Ciudad de Santiago Compostela: 1993
- Troféu Jalisco: 1993
- Troféu Ciudad de Santiago: 1993
- Los Angeles Soccer Cup: 1993
- Taça Japan Airilenes: 1993 e 1994
- Supercopa Libertadores: 1993
- Copa dos Campeões Mundiais: 1996

Flamengo
- Torneio Maria Quitéria: 1995
- Campeonato Carioca: 1996
- Taça Guanabara: 1995 e 1996
- Taça Rio: 1996

Vasco da Gama
- Campeonato Brasileiro: 1997
- Copa Libertadores da América: 1998
- Campeonato Carioca: 1998
- Taça Guanabara: 1998
- Taça Rio: 1998
- Troféu Bortolotti: 1997